# Liliam Sá
Liliam Sá de Paula (Rio de Janeiro, 22 de abril de 1960) é uma política brasileira, filiada ao Partido Renovação Democrática (PRD). Foi deputada federal pelo estado do Rio de Janeiro. Foi candidata ao Senado nas eleições de 2014 pelo Partido Republicano da Ordem Social (PROS), mas não foi eleita.

## Ligações externas

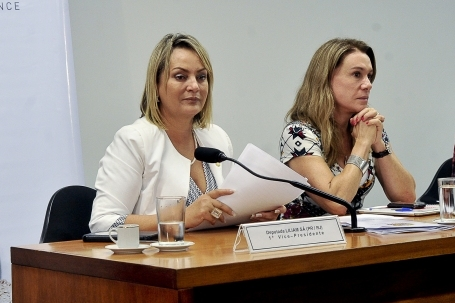
Liliam Sá (lado esquerdo da deputada) Teresa Surita.